# Helen Svedin
Helen Svedin (Sollefteå, Suecia; 21 de octubre de 1974) es una modelo sueca. Ha sido la cara de H&M, está casada con el futbolista portugués Luís Figo. Se conocieron en 1996 en un espectáculo de Joaquín Cortés en Barcelona. También tienen 3 hijas: Daniela (nacida en 1999), Martina (nacida en 2002), y Stella (nacida en 2004). Actualmente vive en Madrid, España, ya que su marido jugaba para el equipo local, el Real Madrid.
Helen Svedin fue clasificada en el puesto nº 49 por la revista en línea COED en una lista de "Las 50 mujeres más sexys del mundo del fútbol".
Apareció en anuncios de Ana Sousa, Arena, Don Algodón, Friday's Project, Giorgio Armani, Guess?, Isdin, Kia, Land Rover, L'Oréal, Luciano Padovan, Nike, Vista Alegre y Schwarzkopf. 
Ha aparecido en las portadas de GQ, Elle, Marie Claire y Woman.